# جون دوير
جون دوير (بالإنجليزية: John Doerr)‏ هو عالم حاسوب وشخصية أعمال أمريكي، ولد في 29 يونيو 1951 في سانت لويس في الولايات المتحدة.

## وصلات خارجية
- جون دوير على موقع ميوزك برينز (الإنجليزية)
- جون دوير على موقع إن إن دي بي (الإنجليزية)